# Blessid Union of Souls

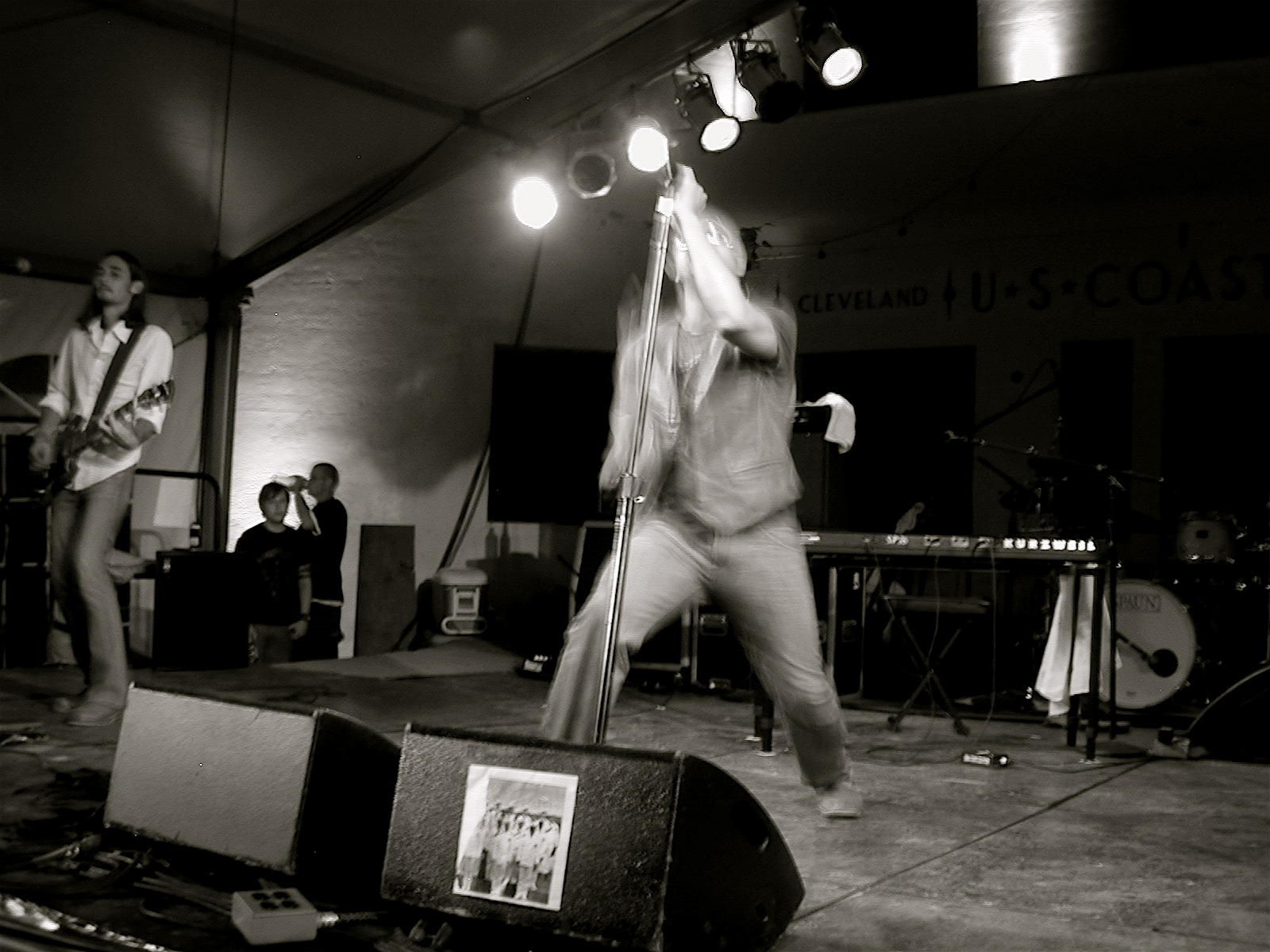
Blessid Union of Souls – Livekonzert im Jahr 2009

Blessid Union of Souls (auch bekannt als Blessed Union of Souls) ist eine amerikanische Rockband aus Cincinnati, welche 1990 gegründet wurde. Die derzeitigen Bandmitglieder sind Eliot Sloan (Gesang), Tony Clark (Bass), Jeff Pence (Gitarre), Shaun Schaefer (Schlagzeug) und Bryan Billhimer (Gitarre). Zwei ehemalige Mitglieder, C.P. Roth (Gitarre) und Eddie Hedges (Schlagzeug) verließen die Band im Jahre 2002.

## Karriere
Ihr größter Hit war im Frühjahr 1995 der Titel I Believe, der Platz 8 in den USA erreichte und in den internationalen Charts vertreten war. Weitere Erfolge waren Let Me Be the One, All Along, I Wanna Be There und Hey, Leonardo (She Likes Me for Me). Ihr Debütalbum Home vom März 1995 (in Deutschland im Mai bei EMI veröffentlicht) wurde noch im selben Jahr mit Gold durch die RIAA ausgezeichnet. Zudem fand der Song Brother, My Brother in der bearbeiteten US-Version des ersten Pokémon-Films Verwendung.

## Diskografie

### Studioalben
| Jahr | Titel                  | Höchstplatzierung, Gesamtwochen, AuszeichnungChartplatzierungen (Jahr, Titel, Platzierungen, Wochen, Auszeichnungen, Anmerkungen) | Höchstplatzierung, Gesamtwochen, AuszeichnungChartplatzierungen (Jahr, Titel, Platzierungen, Wochen, Auszeichnungen, Anmerkungen) | Höchstplatzierung, Gesamtwochen, AuszeichnungChartplatzierungen (Jahr, Titel, Platzierungen, Wochen, Auszeichnungen, Anmerkungen) | Höchstplatzierung, Gesamtwochen, AuszeichnungChartplatzierungen (Jahr, Titel, Platzierungen, Wochen, Auszeichnungen, Anmerkungen) | Höchstplatzierung, Gesamtwochen, AuszeichnungChartplatzierungen (Jahr, Titel, Platzierungen, Wochen, Auszeichnungen, Anmerkungen) | Anmerkungen                          |
| Jahr | Titel                  | DE | AT | CH | UK | US | Anmerkungen                          |
| ---- | ---------------------- | --- | --- | --- | --- | --- | ------------------------------------ |
| 1995 | Home                   | — | — | — | — | US78 Gold · (29 Wo.)US | Erstveröffentlichung: 21. März 1995  |
| 1997 | Blessid Union of Souls | — | — | — | — | US127 (10 Wo.)US | Erstveröffentlichung: 20. Mai 1997   |
| 1999 | Walking Off the Buzz   | — | — | — | — | US143 (15 Wo.)US | Erstveröffentlichung: 27. April 1999 |

Weitere Studioalben
- 2005: Perception
- 2007: Almost Acoustic (Volume 1)
- 2008: Close to the Edge
- 2011: The Mission Field

### Kompilationen
| Jahr | Titel       | Höchstplatzierung, Gesamtwochen, AuszeichnungChartplatzierungen (Jahr, Titel, Platzierungen, Wochen, Auszeichnungen, Anmerkungen) | Höchstplatzierung, Gesamtwochen, AuszeichnungChartplatzierungen (Jahr, Titel, Platzierungen, Wochen, Auszeichnungen, Anmerkungen) | Höchstplatzierung, Gesamtwochen, AuszeichnungChartplatzierungen (Jahr, Titel, Platzierungen, Wochen, Auszeichnungen, Anmerkungen) | Höchstplatzierung, Gesamtwochen, AuszeichnungChartplatzierungen (Jahr, Titel, Platzierungen, Wochen, Auszeichnungen, Anmerkungen) | Höchstplatzierung, Gesamtwochen, AuszeichnungChartplatzierungen (Jahr, Titel, Platzierungen, Wochen, Auszeichnungen, Anmerkungen) | Anmerkungen                            |
| Jahr | Titel       | DE | AT | CH | UK | US | Anmerkungen                            |
| ---- | ----------- | --- | --- | --- | --- | --- | -------------------------------------- |
| 2001 | The Singles | — | — | — | — | US178 (1 Wo.)US | Erstveröffentlichung: 27. Februar 2001 |

### Singles
| Jahr | Titel Album                                             | Höchstplatzierung, Gesamtwochen, AuszeichnungChartplatzierungen (Jahr, Titel, Album, Platzierungen, Wochen, Auszeichnungen, Anmerkungen) | Höchstplatzierung, Gesamtwochen, AuszeichnungChartplatzierungen (Jahr, Titel, Album, Platzierungen, Wochen, Auszeichnungen, Anmerkungen) | Höchstplatzierung, Gesamtwochen, AuszeichnungChartplatzierungen (Jahr, Titel, Album, Platzierungen, Wochen, Auszeichnungen, Anmerkungen) | Höchstplatzierung, Gesamtwochen, AuszeichnungChartplatzierungen (Jahr, Titel, Album, Platzierungen, Wochen, Auszeichnungen, Anmerkungen) | Höchstplatzierung, Gesamtwochen, AuszeichnungChartplatzierungen (Jahr, Titel, Album, Platzierungen, Wochen, Auszeichnungen, Anmerkungen) | Anmerkungen                        |
| Jahr | Titel Album                                             | DE | AT | CH | UK | US | Anmerkungen                        |
| ---- | ------------------------------------------------------- | --- | --- | --- | --- | --- | ---------------------------------- |
| 1995 | I Believe Home                                          | DE56 (10 Wo.)DE | — | — | UK29 (5 Wo.)UK | US8 (31 Wo.)US | Erstveröffentlichung: Februar 1995 |
| 1995 | Let Me Be the One Home                                  | — | — | — | UK74 (1 Wo.)UK | US29 (20 Wo.)US | Erstveröffentlichung: Juli 1995    |
| 1996 | All Along Home                                          | — | — | — | — | US70 (14 Wo.)US | Erstveröffentlichung: Juli 1996    |
| 1997 | I Wanna Be There Blessid Union of Souls                 | — | — | — | — | US39 (20 Wo.)US | Erstveröffentlichung: Mai 1997     |
| 1998 | Light in Your Eyes Blessid Union of Souls               | — | — | — | — | US48 (19 Wo.)US | Erstveröffentlichung: Februar 1998 |
| 1999 | Hey Leonardo (She Likes Me for Me) Walking Off the Buzz | — | — | — | — | US33 (20 Wo.)US | Erstveröffentlichung: Juni 1999    |

Weitere Singles
- 1995: Oh Virginia
- 1999: Standing at the Edge of the Earth
- 2001: Storybook Life
- 2008: Could’ve Been with You
- 2011: The Only Song

## Auszeichnungen für Musikverkäufe
| Goldene Schallplatte - Australien - 2000: für die Single Hey Leonardo (She Likes Me for Me) |

Anmerkung: Auszeichnungen in Ländern aus den Charttabellen bzw. Chartboxen sind in ebendiesen zu finden.
| Land/RegionAuszeichnungen für Musikverkäufe (Land/Region, Auszeichnungen, Verkäufe, Quellen) | Gold     | Platin | Verkäufe | Quellen     |
| -------------------------------------------------------------------------------------------- | -------- | ------ | -------- | ----------- |
| Australien (ARIA)                                                                            | Gold1    | —      | 35.000   | aria.com.au |
| Vereinigte Staaten (RIAA)                                                                    | Gold1    | —      | 500.000  | riaa.com    |
| Insgesamt                                                                                    | 2× Gold2 | —      |          |             |